# Кубок ярмарків 1965—1966
Восьмий Кубок ярмарків відбувся між 1965 і 1966 роками й був виграний іспанською «Барселоною», яка у фіналі перемогла співвітчизників із Сарагоси.

## Перший раунд
Матчі проходили від 8 вересня до 7 листопада 1965 року.
| Команда 1          | Заг. | Команда 2             | 1-й матч | 2-й матч |
| ------------------ | ---- | --------------------- | -------- | -------- |
| «ДОС»              | 1:7  | «Барселона»           | 0:0      | 1:7      |
| «Антверпен»        | 4:1  | «Гленторан»           | 1:0      | 3:3      |
| «Стад Франсе»      | 0:1  | «Порту»               | 0:0      | 0:1      |
| «Бордо»            | 1:10 | «Спортінг» (Лісабон)  | 0:4      | 1:6      |
| «Льєж»             | 1:2  | «НК Загреб»           | 1:0      | 0:2      |
| «Мальме»           | 0:7  | «Мюнхен 1860»         | 0:3      | 0:4      |
| «Дарінг»           | 1:3  | «АІК»                 | 1:3      | 0:0      |
| «Мілан»            | 2:2  | «Страсбур»            | 1:0      | 1:2      |
| «ПАОК»             | 2:7  | «Вінер Шпорт-Клуб»    | 2:1      | 0:6      |
| «Челсі»            | 4:1  | «Рома»                | 4:1      | 0:0      |
| «Лідс Юнайтед»     | 2:1  | «Торіно»              | 2:1      | 0:0      |
| «Гіберніан»        | 2:2  | «Валенсія»            | 2:0      | 0:2      |
| «Уніон»            | 0:17 | «Кельн»               | 0:4      | 0:13     |
| «Нюрнберг»         | 1:2  | «Евертон»             | 1:1      | 0:1      |
| «Црвена Звезда»    | 1:7  | «Фіорентіна»          | 0:4      | 1:3      |
| «Спартак КПС Брно» | 2:1  | «Локомотив» (Пловдив) | 2:0      | 0:1      |

Плей-оф
| Команда 1  | Рахунок | Команда 2   |
| ---------- | ------- | ----------- |
| «Мілан»    | 1:1*    | «Страсбур»  |
| «Валенсія» | 3:0     | «Гіберніан» |

* - переможець пари визначився жеребкуванням.

## 1/16 фіналу
Матчі проходили від 18 жовтня до 29 грудня 1965 року.
| Команда 1            | Заг. | Команда 2          | 1-й матч | 2-й матч |
| -------------------- | ---- | ------------------ | -------- | -------- |
| «Антверпен»          | 2:3  | «Барселона»        | 2:1      | 0:2      |
| «Ганновер 96»        | 6:2  | «Порту»            | 5:0      | 1:2      |
| «НК Загреб»          | 2:3  | «Стягул Роса»      | 2:2      | 0:1      |
| «Спортінг» (Лісабон) | 5:5  | «Еспаньйол»        | 2:1      | 3:4      |
| «Гезтепе»            | 3:10 | «Мюнхен 1860»      | 2:1      | 1:9      |
| «АІК»                | 3:5  | «Серветт»          | 2:1      | 1:4      |
| «Баррейру»           | 2:2  | «Мілан»            | 2:0      | 0:2      |
| «Вінер Шпорт-Клуб»   | 1:2  | «Челсі»            | 1:0      | 0:2      |
| «СК Лейпциг»         | 1:2  | «Лідс Юнайтед»     | 1:2      | 0:0      |
| «Базель»             | 2:8  | «Валенсія»         | 1:3      | 1:5      |
| «Аріс»               | 2:3  | «Кельн»            | 2:1      | 0:2      |
| «Уйпешт»             | 4:2  | «Евертон»          | 3:0      | 1:2      |
| «Данфермлін Атлетік» | 9:2  | «Болдклуббен 1903» | 5:0      | 4:2      |
| «Фіорентіна»         | 2:4  | «Спартак КПС Брно» | 2:0      | 0:4      |
| «Гарт оф Мідлотіан»  | 4:1  | «Волеренга»        | 1:0      | 3:1      |
| «Шемрок Роверс»      | 2:3  | «Реал Сарагоса»    | 1:1      | 1:2      |

Плей-оф
| Команда 1   | Рахунок | Команда 2            |
| ----------- | ------- | -------------------- |
| «Еспаньйол» | 2:1     | «Спортінг» (Лісабон) |
| «Мілан»     | 1:0     | «Баррейру»           |

## 1/8 фіналу
Матчі проходили від 12 січня до 2 березня 1966 року.
| Команда 1            | Заг. | Команда 2          | 1-й матч | 2-й матч |
| -------------------- | ---- | ------------------ | -------- | -------- |
| «Ганновер 96»        | 2:2  | «Барселона»        | 2:1      | 0:1      |
| «Еспаньйол»          | 5:5  | «Стягул Роса»      | 3:1      | 2:4      |
| «Серветт»            | 2:5  | «Мюнхен 1860»      | 1:1      | 1:4      |
| «Мілан»              | 3:3  | «Челсі»            | 2:1      | 1:2      |
| «Лідс Юнайтед»       | 2:1  | «Валенсія»         | 1:1      | 1:0      |
| «Кельн»              | 3:6  | «Уйпешт»           | 3:2      | 0:4      |
| «Данфермлін Атлетік» | 2:0  | «Спартак КПС Брно» | 2:0      | 0:0      |
| «Гарт оф Мідлотіан»  | 5:5  | «Реал Сарагоса»    | 3:3      | 2:2      |

Плей-оф
| Команда 1       | Рахунок | Команда 2           |
| --------------- | ------- | ------------------- |
| «Ганновер 96»   | 1:1 дч* | «Барселона»         |
| «Стягул Роса»   | 0:1     | «Еспаньйол»         |
| «Мілан»         | 1:1*    | «Челсі»             |
| «Реал Сарагоса» | 1:0     | «Гарт оф Мідлотіан» |

* - переможець пари визначився жеребкуванням.

## 1/4 фіналу
Матчі проходили від 2 до 30 березня 1966 року.
| Команда 1            | Заг. | Команда 2       | 1-й матч | 2-й матч |
| -------------------- | ---- | --------------- | -------- | -------- |
| «Барселона»          | 2:0  | «Еспаньйол»     | 1:0      | 1:0      |
| «Мюнхен 1860»        | 2:3  | «Челсі»         | 2:2      | 0:1      |
| «Лідс Юнайтед»       | 5:2  | «Уйпешт»        | 4:1      | 1:1      |
| «Данфермлін Атлетік» | 3:4  | «Реал Сарагоса» | 1:0      | 2:4 дч   |

## 1/2 фіналу
Матчі проходили від 20 квітня до 25 травня 1966 року.
| Команда 1       | Заг. | Команда 2      | 1-й матч | 2-й матч |
| --------------- | ---- | -------------- | -------- | -------- |
| «Барселона»     | 2:2  | «Челсі»        | 2:0      | 0:2      |
| «Реал Сарагоса» | 2:2  | «Лідс Юнайтед» | 1:0      | 1:2      |

Плей-оф
| Команда 1      | Рахунок | Команда 2       |
| -------------- | ------- | --------------- |
| «Лідс Юнайтед» | 1:3     | «Реал Сарагоса» |
| «Барселона»    | 5:0     | «Челсі»         |

## Фінал

### Перший матч
| 14 вересня 1966 |

| «Барселона» | 0:1      | «Реал Сарагоса» |
| ----------- | -------- | --------------- |
|             | Протокол | Канаріо 40'     |

| Камп Ноу, Барселона Глядачів: 50 000 Арбітр: Іштван Жолт |

### Другий матч
| 21 вересня 1966 |

| «Реал Сарагоса»    | 2:4 дч   | «Барселона»                      |
| ------------------ | -------- | -------------------------------- |
| Марселіно 24', 87' | Протокол | Пужоль 3', 85', 120' Сабалья 70' |

| Ромареда, Сарагоса Глядачів: 33 000 Арбітр: Кончетто Ло Белло |